# The Quill
The Quill, een verengelsing van het Nederlandse De Kuil (naar de krater), is een stratovulkaan die tussen de 32.000 en 22.000 jaar geleden is ontstaan in het zuidoosten van het tot Nederland behorende Caribische eiland Sint Eustatius, met een hoogte van 601 meter. Het hoogste punt van de berg heet Mazinga.
Sinds zijn ontstaan is The Quill actief geweest, totdat ergens tussen het jaar 100 en 400 de voorlopig laatste eruptie plaatsvond. Omdat de vulkaan in het verleden gloedwolken heeft uitgestoten en het grondwater in de buurt van de vulkaan een aanzienlijk hogere temperatuur heeft dan elders, moet ervan uit worden gegaan dat de vulkaan slapend is en geldt deze als potentieel gevaarlijk. De vulkaan maakt deel uit van het Quill/Boven National Park. De flanken zijn begroeid met vegetatie gerelateerd aan tropisch regenwoud. Aan de rand ligt de botanische tuin Miriam C. Schmidt Botanical Garden.

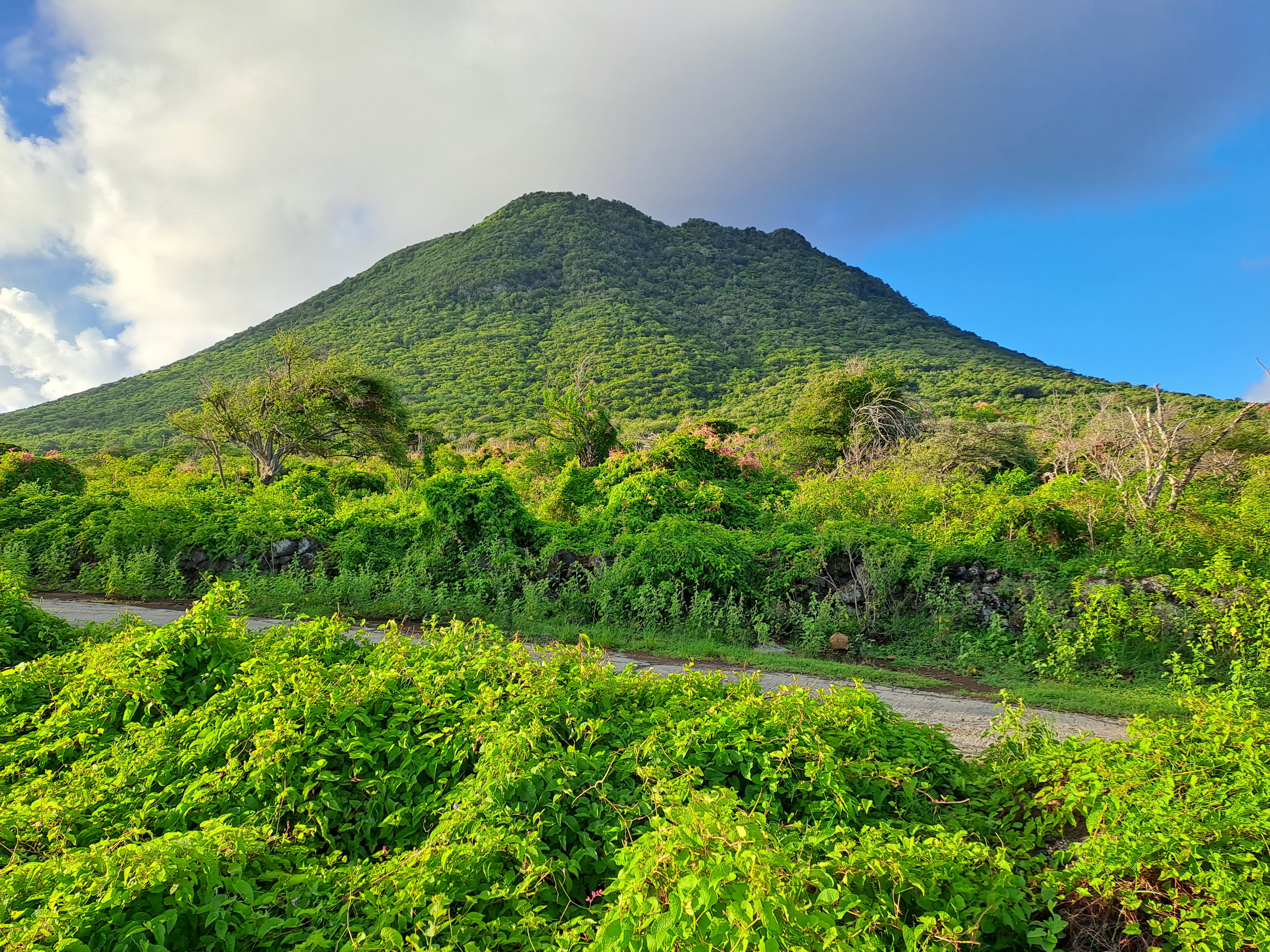
Weg naar de Quill, 2023
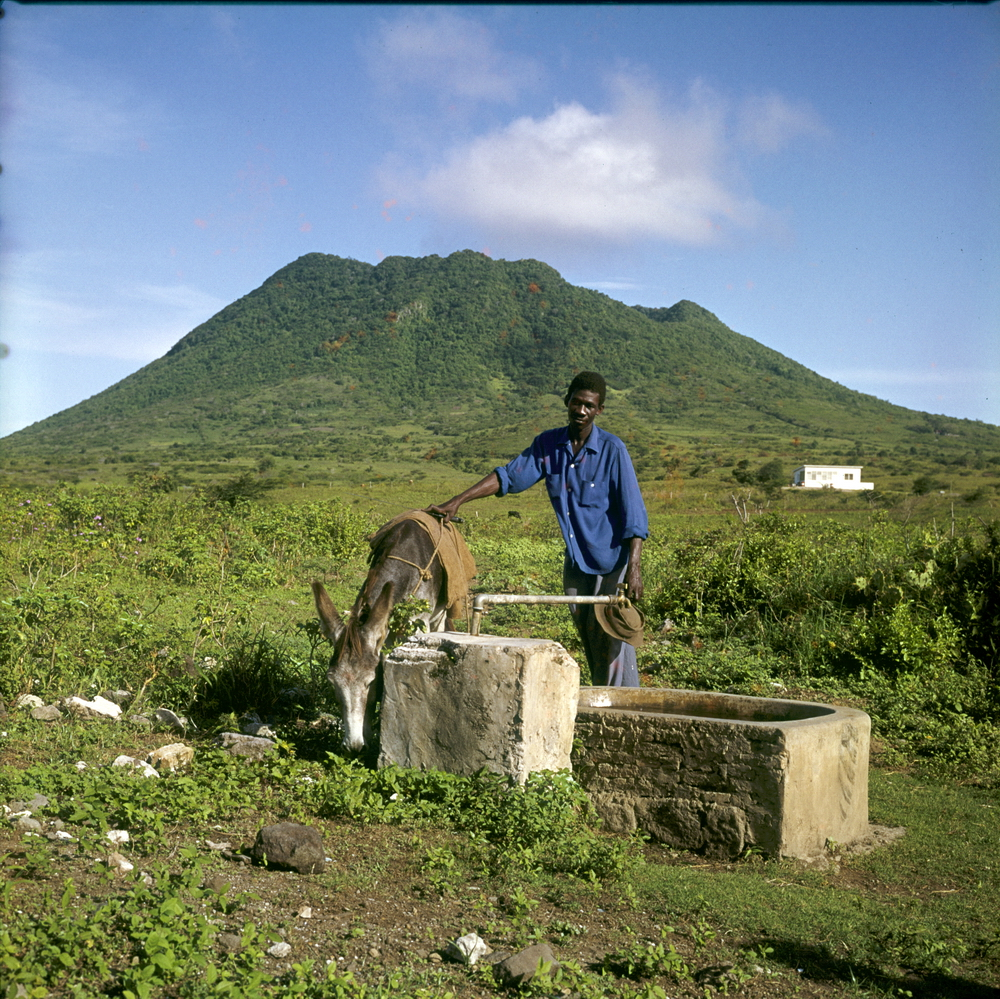
Dia door Boy Lawson uit 1964
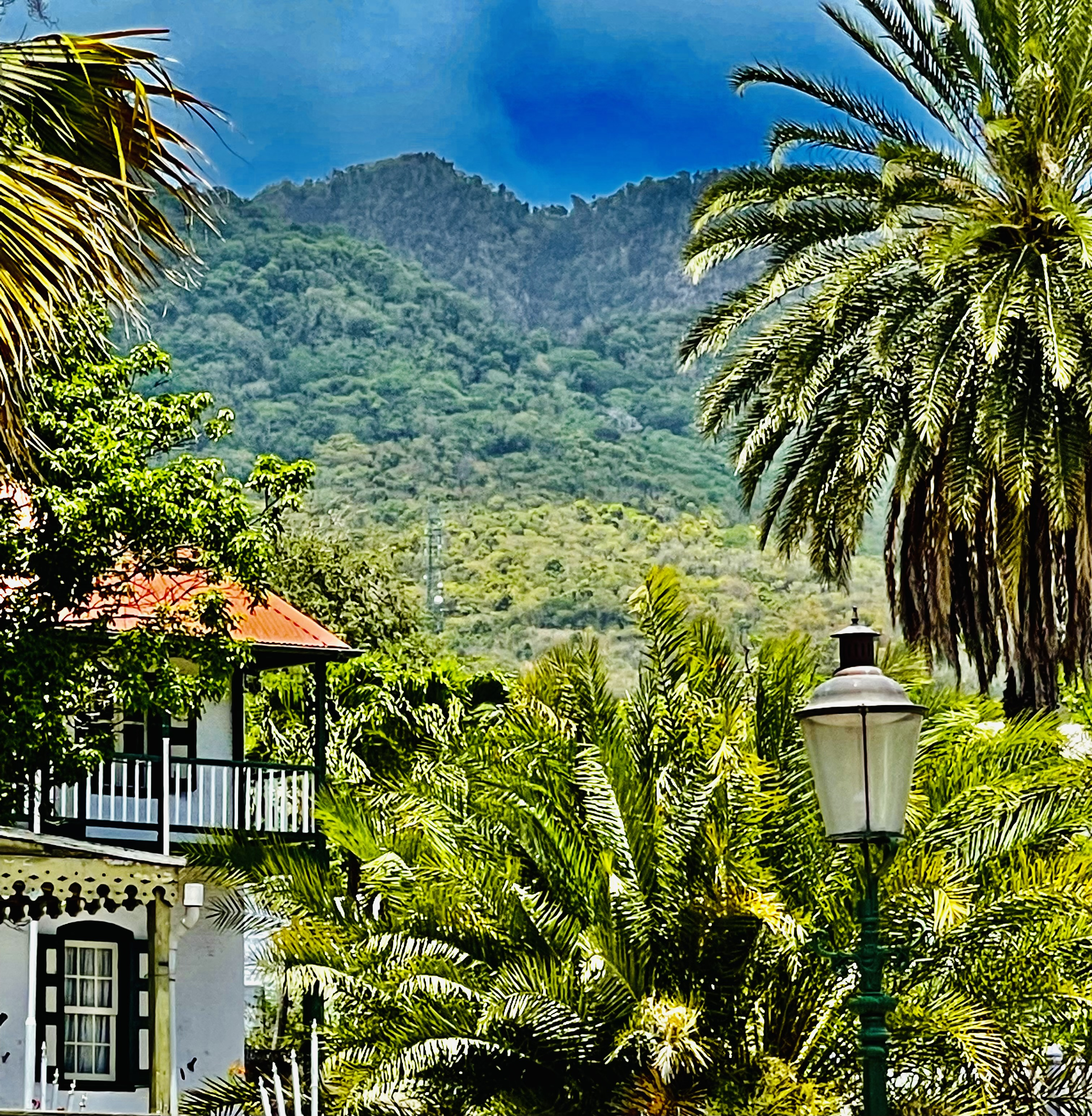
Blik op de Quill, 2023
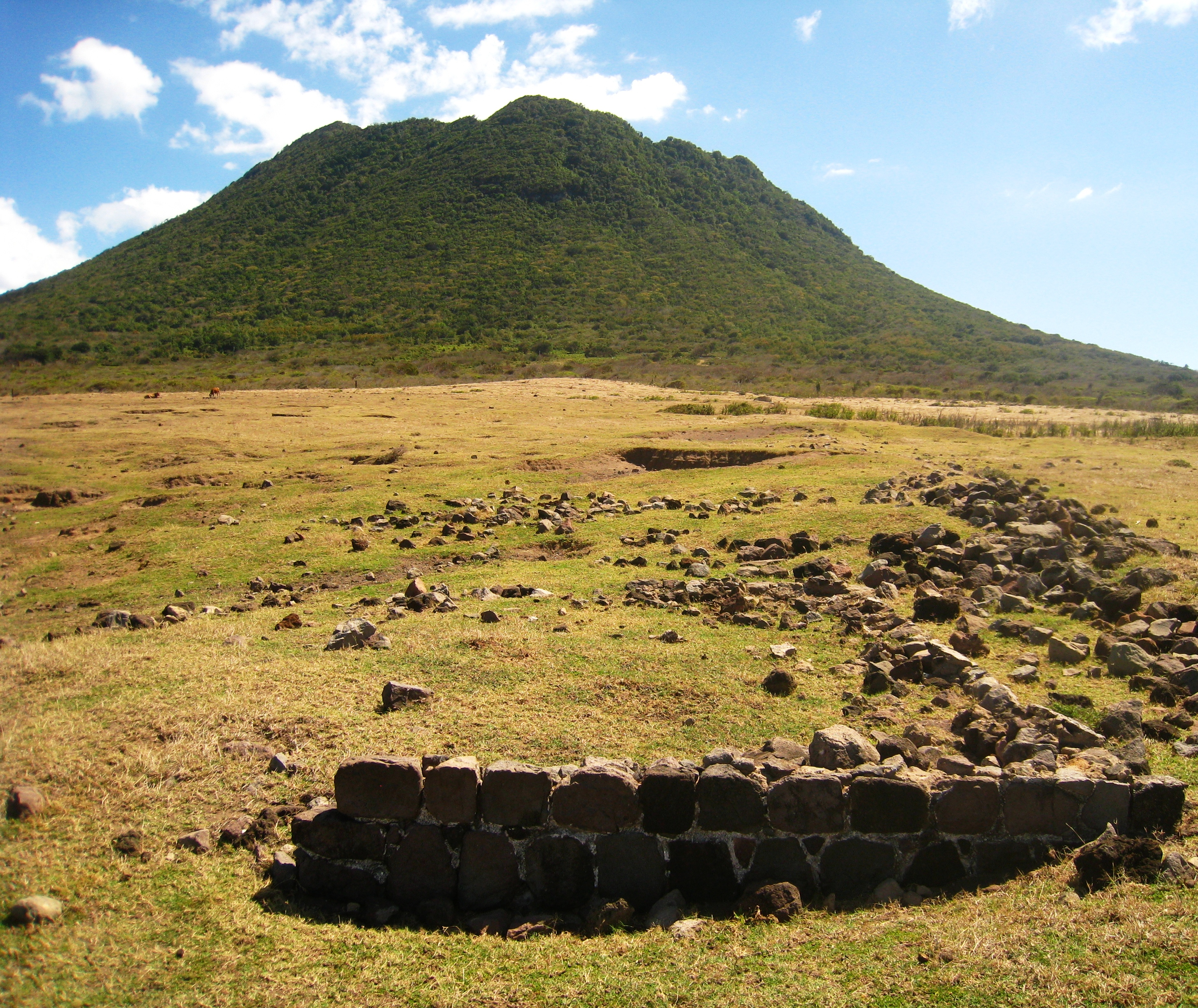
De Quill vanaf Fort St. Louis, 2009